# 룩스에어의 운항 노선
2017년 1월 기준, 룩스에어의 운항 노선은 다음과 같다.

## 운항 노선

### 아프리카

#### 북아프리카
- 모로코
  - 마라케시 - 마라카시 메나라 공항
  - 아가디르 - 아가디르 알마시라 공항
  - 와르자자트 - 와르자자트 공항 계졀편
- 알제리
  - 알제 - 우아리 부메디엔 공항 계졀편
- 이집트
  - 마르사 알람 - 마르사 알람 국제공항 계졀편
  - 샤름엘셰이크 - 샤름엘셰이크 국제공항 계졀편
  - 후루가다 - 후루가다 국제공항 계졀편
- 카보베르데
  - 살 - 아밀 카르카브랄 국제공항 계졀편
  - 보아비스타 - 아리스티데스 페레이라 국제공항 계졀편
- 튀니지
  - 엔피다 - 엔피다 함마메트 국제공항
  - 제르바 - 제르바 자르지스 국제공항

### 유럽

#### 서유럽
- 영국
  - 런던 - 런던 시티 공항
- 프랑스
  - 파리 - 파리 샤를 드 골 공항
  - 니스 - 니스 코트다쥐르 공항
  - 바스티아 - 바스티아 포레타 공항 계졀편
  - 아작시오 - 캄포 델오로 공항
- 독일
  - 베를린 - 베를린 테겔 국제공항
  - 뮌헨 - 뮌헨 국제공항
  - 자르브뤼켄 - 자르브뤼켄 공항 포커스 시티
  - 함부르크 - 함부르크 공항
- 아일랜드
  - 더블린 - 더블린 공항
- 룩셈부르크
  - 룩셈부르크 시티 - 룩셈부르크 핀델 공항 허브

#### 중유럽
- 스위스
  - 제네바 - 제네바 국제공항
- 오스트리아
  - 비엔나 - 비엔나 국제공항

#### 남유럽
- 그리스
  - 로도스 - 로도스 국제공항 계졀편
  - 코르푸 - 코르푸 국제공항 계졀편
  - 코스섬 - 코스 국제공항 계졀편
  - 파포스 - 파포스 국제공항 계졀편
  - 이라클리오 - 이라클리오 국제공항 계졀편
- 몰타
  - 발레타 - 몰타 국제공항 계졀편
- 스페인
  - 마드리드 - 마드리드 바하라스 공항
  - 바르셀로나 - 바르셀로나 엘프라트 공항
  - 그란 카나리아 - 그란 카나리아 공항 계졀편
  - 라메지아테르메 - 라메지아테르메 공항 계졀편
  - 말라가 - 말라가 공항
  - 알메리아 - 알메리아 공항
  - 이비자 - 이비자 공항 계졀편
  - 테네리페 - 테네리페 사우스 공항
  - 팔마데마요르카 - 팔마데마요르카 공항 계졀편
  - 푸에르테벤투라 - 푸에르테벤투라 공항 계졀편
  - 헤레스데라프론테라 - 헤레스데라프론테라 공항 계졀편
- 이탈리아
  - 로마 - 로마 피우미치노 공항
  - 밀라노 - 밀라노 말펜사 공항
  - 나폴리 - 나폴리 국제공항
  - 베니스 - 베니스 마르코 폴로 국제공항 계졀편
  - 란사로테 - 란사로테 공항 계졀편
  - 리미니 - 리미니 페데리코 펠리니 공항 계졀편
  - 바리 - 바리 카롤 보이티야 공항 계졀편
  - 카타니아 - 카타니아 폰테나로사 공항 계졀편
  - 칼리아리 - 칼리아리 엘마스 공항 계졀편
  - 팔레르모 - 팔레르모 팔코네 보르셀리노 공항 계졀편
- 크로아티아
  - 두브로브니크 - 두브로브니크 공항 계졀편
  - 자다르 - 자다르 공항 계졀편
- 키프로스
  - 라르나카 - 라르나카 국제공항 계졀편
- 튀르키예
  - 보드룸 - 보드룸 밀라스 공항 계졀편
  - 안탈리아 - 안탈리아 공항 계졀편
- 포르투갈
  - 리스본 - 리스본 공항
  - 파로 - 파로 공항 계졀편
  - 포르토 - 포르토 공항
  - 푼샬 - 푼샬 마데이라 공항 계졀편

#### 동유럽
- 루마니아
  - 콘스탄차 - 미하일 코갈리차누 국제공항 계졀편
- 불가리아
  - 바르나 - 바르나 공항 계졀편
  - 부르가스 - 부르가스 공항 계졀편
- 체코
  - 프라하 - 프라하 바츨라프 하벨 국제공항

#### 북유럽
- 덴마크
  - 코펜하겐 - 코펜하겐 공항

## 단항 노선

### 아프리카

#### 남아프리카
- 남아프리카 공화국
  - 요하네스버그 - OR 탐보 국제공항

### 유럽

#### 서유럽
- 영국
  - 런던 - 런던 히드로 국제공항
  - 런던 - 런던 스탠스테드 공항
  - 맨체스터 - 맨체스터 공항
- 독일
  - 프랑크푸르트 - 프랑크푸르트 국제공항

#### 중유럽
- 스위스
  - 취리히 - 취리히 국제공항
  - 루가노 - 루가노 아그노 공항

#### 남유럽
- 그리스
  - 아테네 - 아테네 국제공항
- 스페인
  - 빌바오 - 빌바오 공항
  - 알리칸테 - 알리칸테 공항
- 이탈리아
  - 튜린 - 튜린 산드로 페르티니 공항

### 아메리카

#### 북아메리카
- 미국
  - 뉴어크 - 뉴어크 리버티 국제공항